# Медвеја
Медвеја је насељено место у саставу општине Ловран у Приморско-горанској жупанији, Република Хрватска.

## Историја
До територијалне реорганизације у Хрватској насеље се налазило у саставу старе општине Опатија.

## Становништво
На попису становништва 2011. године, Медвеја је имала 177 становника.